# Nicolaas Visscher

Paryż

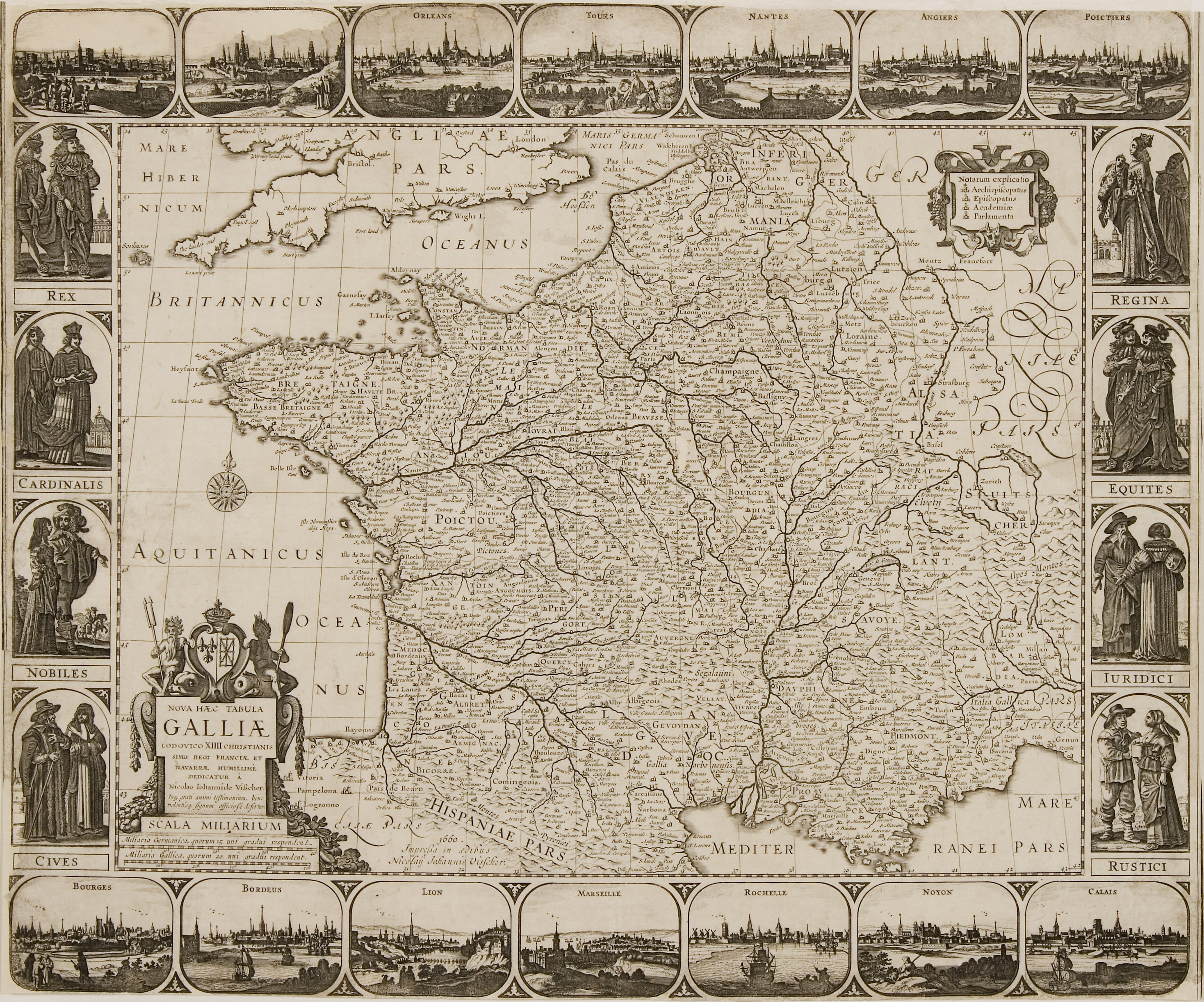
Francja

Nicolaas (Jansz) Visscher (ur. 1618 r. w Amsterdamie -1679) – holenderski kartograf, sztycharz i wydawca map. Sygnował je jako Nicolaas J. Visscher I (pierwszy). Nicolas przejął po ojcu warsztat i zainteresowania kartograficzne a w 1677 r. uzyskał przywilej na druk map.
Jego ojcem był Claes Jansz Visscher (1587-1652) natomiast on sam był wujem Nicolaasa Visscher II (1649-1702 lub  1709). Symbole I oraz II prawdopodobnie odnoszą się do przywilejów królewskich na druk map. Nicolaas Visscher II taki przywilej uzyskał w 1682 r. 
Wszyscy działali w Amsterdamie i słynęli z działalności wydawniczo-kartograficznej. Mapy miast, państw, regionów i kontynentów opracowywali sami lub korzystali z miedziorytów odziedziczonych po zmarłych krewnych. Oprócz samodzielnych arkuszy map przygotowywali też atlasy. 